# Gondifelos
Gondifelos ist ein Ort und eine ehemalige Gemeinde (Freguesia) im Norden Portugals.
Gondifelos gehört zum Kreis Vila Nova de Famalicão im Distrikt Braga. Die Gemeinde hatte eine Fläche von 7,9 km² und 2434 Einwohner (Stand 30. Juni 2011).
Am 29. September 2013 wurden die Gemeinden Gondifelos, Cavalões und Outiz zur neuen Gemeinde União das Freguesias de Gondifelos, Cavalões e Outiz zusammengeschlossen. Gondifelos ist Sitz dieser neu gebildeten Gemeinde.